# Staalindustrie

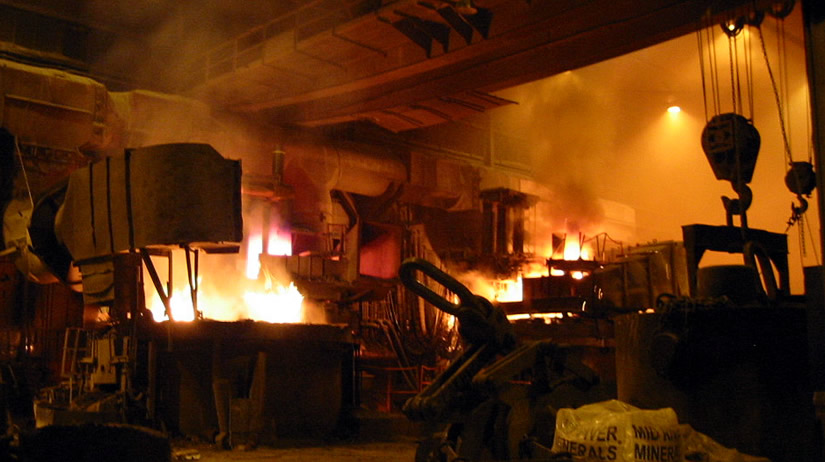
Staalfabriek met twee vlamboogovens

De staalindustrie is de tak van industrie waar ruwijzer en metaalschroot wordt omgezet in staal. De staalindustrie maakt onderdeel uit van de metallurgische industrie.

## Algemeen
Het doel van de staalbereiding is om het koolstofgehalte in het ijzer omlaag te brengen, waardoor het andere eigenschappen krijgt. Het wordt taaier, verkrijgt een hogere treksterkte en kan warm worden vervormd. Dit in tegenstelling tot gietijzer, dat een hoger koolstofgehalte heeft en bros is, waarmee het voor een aantal toepassingen niet geschikt is.
Het product van de staalfabrieken bestaat uit plakken, knuppels of blokken, welke verder verwerkt worden in een walserij. Ook kan het, als gietstaal direct in vormen worden gegoten teneinde gietstukken te vervaardigen.
Staal wordt onder meer gebruikt in de bouwsector (staalconstructies, betonijzer), de machine-industrie, de auto-industrie, en de verpakkingsindustrie (onder meer in de vorm van blik).
Indien de staalfabriek onderdeel is van een groter complex, dat ook een hoogovenbedrijf en walserijen omvat, spreekt men van een geïntegreerd staalbedrijf. Een staalfabriek die slechts staal uit schroot vervaardigt, en dus niet gecombineerd is met een hoogovenbedrijf, wordt wel een ministaalfabriek (minimill) genoemd.

## Geschiedenis
IJzer werd aanvankelijk verkregen door laagovens en later door hoogovens te gebruiken. Deze processen vereisten houtskool als reductiemiddel. Als resultaat verkreeg men ijzer met een relatief hoog koolstofgehalte. De voorloper van staal is in wezen het smeedijzer, dat door hameren van verhit ijzer werd verkregen. Hierbij werden slakken verwijderd en kon een deel van de in het ijzer aanwezige koolstof aan de lucht verbranden.
In een vroeg stadium werd voor de staalbereiding de frisoven aangewend. Hierin werd een deel van het koolstof verbrand, doch daarna was smeden nog noodzakelijk. Een verdere ontwikkeling was de puddeloven, welke vanaf 1784 in zwang kwam. Ook nu was achteraf smeden nog noodzakelijk. Vanaf omstreeks 1850 kwam puddelstaal industrieel op grote schaal beschikbaar.
In 1855 werd echter het bessemerprocedé gepatenteerd, waarbij men gebruik maakte van een converter (bessemerpeer) waarin lucht door het gloeiende ijzer werd geblazen. Het was deze vinding die de industriële staalbereiding, en daarmee de ruime beschikbaarheid van staal, in een stroomversnelling bracht. Niet lang daarna (vanaf 1865) kwam ook de Siemens-Martinoven in gebruik, een vlamoven waarbij een toeslag aan het ijzer werd toegevoegd, bestaande uit schroot, ijzererts en kalksteen.
Om ook fosforrijke ertsen te kunnen verwerken kwam werd, vanaf 1879, het Gilchrist-Thomasproces toegepast. Dit was in wezen een verbeterde bessemerconverter. Aan het vloeibaar ijzer werd kalksteen toegevoegd, waaraan het fosfor zich bond. De vuurvaste steen in de converter werd uit dolomiet samengesteld, was dus basisch. De ontstane slak werd als Thomasslakkenmeel verkocht en werd gebruikt als kunstmeststof.
In 1900 werd de vlamboogoven uitgevonden, waarmee uit schroot het zogeheten elektrostaal werd vervaardigd. Deze ovens werden vanaf 1906 industrieel ingezet.
Vanaf de jaren 50 van de 20e eeuw werd het oxystaalproces geïntroduceerd. Dit was opnieuw een converterproces, doch nu werd zuivere zuurstof ingeblazen. Door de invoering van deze technologie werden met name de Siemens-Martinovens verdrongen.
Het vloeibare staal werd aanvankelijk direct in blokken gegoten, de zogenaamde ingots. Deze moesten aanvankelijk opnieuw worden verhit alvorens gewalst te kunnen worden in een warmbandwalserij. In de jaren 50 van de 20e eeuw werd echter het continugieten ontwikkeld. Hierbij ontstaat een ononderbroken strang gloeiend, maar gestold, staal. Deze strang wordt met behulp van branders in plakken geknipt, welke in de warmbandwalserij verder worden bewerkt. Voordelen van deze methode zijn: een beter beheersbare kwaliteit en een verminderd energieverbruik.

## Heden
Door de globalisering heeft het zwaartepunt van de staalproductie zich, vooral na de jaren 60 van de 20e eeuw, verplaatst van klassieke staalproducerende gebieden als West-Europa en de Verenigde Staten, naar andere regio's, zoals Zuidoost-Azië. Vele staalfabrieken in West-Europa werden, na een proces van steeds verdergaande concentraties, gesloten. Voorts was er een verplaatsing van gebieden waar traditioneel ijzererts- en steenkoolvoorraden te vinden zijn, naar de kustgebieden nabij zeehavens.

## Duurzaamheid
De productie van staal is verantwoordelijk voor circa 7 tot 9 % van de wereldwijde uitstoot van CO2. De cijfers voor Nederland en België komen ongeveer overeen met dit mondiale gemiddelde. In België is ArcelorMittal verantwoordelijk voor 8 procent van de totale nationale uitstoot van CO2. In Nederland neemt Tata Steel ongeveer 7% van de totale nationale CO2-uitstoot voor zijn rekening.
Daarnaast komen bij de productie van staal ook veel zware metalen en fijnstof vrij.
De staalindustrie zal moeten verduurzamen opdat het zal kunnen voldoen aan de Europese doelstellingen betreffende duurzaamheid. Hiertoe worden verschillende wegen bewandeld. Een methode hiervoor is CO2-afvang en -opslag en het omzetten van CO2 in andere chemische producten. Dit is nog geen technisch haalbare en betaalbare oplossing door de grote hoeveelheid energie die nodig is bij het afvangen van CO2 uit rookgassen. Het is daarom het meest wenselijk om over te schakelen op andere manieren om staal te produceren. Er wordt gewerkt aan de ontwikkeling van technieken om dit mogelijk te maken, zoals het gebruik van waterstofgas in plaats van kolen.

## Statistieken

### Historisch overzicht wereldwijd
In de onderstaande tabel de wereldwijde productie van staal sinds het begin van de 20e eeuw.
| Jaar | Ruwstaal productie (× miljoen ton) |
| 1900 | 28,3                               |
| 1910 | 60,3                               |
| 1920 | 72,5                               |
| 1930 | 95,1                               |
| 1940 | 140,6                              |

| Jaar | Ruwstaal productie (× miljoen ton) |
| 1950 | 191,6                              |
| 1960 | 346,4                              |
| 1970 | 595,4                              |
| 1980 | 716,0                              |
| 1990 | 549,8                              |

| Jaar | Ruwstaal productie (× miljoen ton) |
| 2000 | 848,9                              |
| 2005 | 1144,1                             |
| 2010 | 1433,4                             |
| 2015 | 1620,0                             |

### Landen naar staalproductie (2006)
| Rang | Productie (t × miljoen) | Land             |
| -    | 1244,2                  | wereld           |
| ---- | ----------------------- | ---------------- |
| 1    | 422,7                   | China            |
| 2    | 116,2                   | Japan            |
| 3    | 98,6                    | Verenigde Staten |
| 4    | 70,8                    | Rusland          |
| 5    | 48,5                    | Zuid-Korea       |
| 6    | 47,2                    | Duitsland        |
| 7    | 44                      | India            |
| 8    | 40,9                    | Oekraïne         |
| 9    | 31,6                    | Italië           |
| 10   | 30,9                    | Brazilië         |

### Staalproducenten (2006)
| Rang | Productie (t × miljoen) | Bedrijf       | Land                |
| -    | 1239,5                  | -             | wereld              |
| ---- | ----------------------- | ------------- | ------------------- |
| 1    | 117,2                   | ArcelorMittal | Luxemburg           |
| 2    | 32,7                    | Nippon Steel  | Japan               |
| 3    | 32,0                    | JFE           | Japan               |
| 4    | 30,1                    | POSCO         | Zuid-Korea          |
| 5    | 22,5                    | Baosteel      | China               |
| 6    | 21,2                    | U.S. Steel    | Verenigde Staten    |
| 7    | 20,3                    | Nucor         | Verenigde Staten    |
| 8    | 19,1                    | Tangsteel     | China               |
| 9    | 18,3                    | Corus         | Verenigd Koninkrijk |
| 10   | 18,2                    | Riva Group    | Italië              |

### Algemeen
- Metaalindustrie
- Staalbedrijf

### Fabrieksprocessen
- Sinteren
- Vercokeing
- Hoogoven
- Staalfabricage (klassiek of elektrisch)
- Staalconversie
- Walserij (warm of koud)

### Producten
- Gietijzer
- Cokes
- Staal
- Slakken